# Parowie dziedziczni
Parowie dziedziczni (ang. hereditary peers) – grupa członków Izby Lordów, izby wyższej brytyjskiego parlamentu, posiadających dziedziczne tytuły szlacheckie. Do roku 1999 miejsce w Izbie było przez nich dziedziczone wraz z tytułem, zaś grupa ta liczyła ponad 700 osób. Ustawa o Izbie Lordów (House of Lords Act) z 1999 roku znacznie ograniczyła ich liczebność i zmieniła zasady nabywania przez nich członkostwa w Izbie. Zmiana ta była częścią programu wyborczego rządzącej od 1997 Partii Pracy, która obiecała gruntowną reformę izby wyższej.
Ustawa z 1999 wprowadza stałą liczbę parów dziedzicznych, która została ustalona na 92 osoby. Dwa miejsca zarezerwowane są dla arystokratów pełniących ważne funkcje dworskie: Lorda Wielkiego Szambelana i Hrabiego Marszałka. Decyzję o sposobie obsadzenia pozostałych mandatów pozostawiono samej Izbie. Pulę 90 miejsc podzielono między trzy główne partie oraz lordów niezależnych (crossbenchers) według następującego parytetu:
- Partia Pracy – 2 miejsca
- Liberalni Demokraci – 3 miejsca
- Partia Konserwatywna – 42 miejsca
- Lordowie niezależni – 28 miejsc
- Cała Izba – 15 miejsc

Każda z grup wybiera parów dziedzicznych (w granicach swojej puli) w głosowaniu wszystkich dotychczasowych lordów z danej grupy. Wybór ma charakter dożywotni, zaś miejsca opróżnione wskutek śmierci jednego z lordów są zapełniane tą samą metodą. Kandydatami mogą być wyłącznie osoby posiadające dziedziczne tytuły szlacheckie (nabycie tytułu szlacheckiego specjalnie w celu zasiadania w Izbie Lordów jest możliwe tylko w grupie parów dożywotnich).

## Lista parów dziedzicznych
stan na 30 września 2010

### Partia Konserwatywna
- Rodney Elton, 2. baron Elton
- Charles Lyell, 3. baron Lyell
- Roger Bootle-Wilbraham, 7. baron Skelmersdale
- Michael Brougham, 5. baron Brougham and Vaux
- Ian Hamilton-Smith, 3. baron Colwyn
- Hugh Mackay, 14. lord Reay
- James Stopford, 9. hrabia Courtown
- Euan Geddes, 3. baron Geddes
- Nicholas Lowther, 2. wicehrabia Ullswater
- John Dawson Eccles, 2. wicehrabia Eccles
- James Graham, 8. książę Montrose
- Frederick Curzon, 7. hrabia Howe
- Robert Shirley, 13. hrabia Ferrers
- Malcolm Sinclair, 20. hrabia Caithness
- John Attlee, 3. hrabia Attlee
- John Palmer, 4. hrabia Selborne
- James Lindesay-Bethune, 16. hrabia Lindsay
- David Douglas-Home, 15. hrabia Home
- Michael Onslow, 7. hrabia Onslow
- Charles Chetwynd-Talbot, 22. hrabia Shrewsbury
- Edward Foljambe, 5. hrabia Liverpool
- Arthur Gore, 9. hrabia Arran
- Alexander Scrymgeour, 12. hrabia Dundee
- Robin Bridgeman, 3. wicehrabia Bridgeman
- Giles Goschen, 4. wicehrabia Goschen
- William Astor, 4. wicehrabia Astor
- John Jacob Astor, 3. baron Astor of Hever
- Ivon Moore-Brabazon, 3. baron Brabazon of Tara
- Herbert Cayzer, 3. baron Rotherwick
- Thomas Galbraith, 2. baron Strathclyde
- Bertram Bowyer, 2. baron Denham
- Oliver Eden, 8. baron Henley
- Arthur Johnston, 3. baron Luke
- Simon Mark Arthur, 4. baron Glenarthur
- Ralph Palmer, 12. baron Lucas of Crudwell
- Edward Douglas-Scott-Montagu, 3. baron Montagu of Beaulieu
- Colin Moynihan, 4. baron Moynihan
- Robin Dixon, 3. baron Glentoran
- David Garro Trefgarne, 2. baron Trefgarne
- Charles Dugdale, 2. baron Crathorne
- Leopold Verney, 21. baron Willoughby de Broke
- Richard Vane, 2. baron Inglewood
- Francis Baring, 6. baron Northbrook
- Roger Eady, 3. baron Swinfen
- Benjamin Mancroft, 3. baron Mancroft
- Malcolm Mitchell-Thomson, 3. baron Selsdon
- Hugh Trenchard, 3. wicehrabia Trenchard
- Rupert Ponsonby, 7. baron de Mauley
- Charles Cathcart, 7. hrabia Cathcart
- James Younger, 5. wicehrabia Younger of Leckie

### Partia Pracy
- David Montague de Burgh Kenworthy, 11. baron Strabolgi
- Jan David Simon, 3. wicehrabia Simon
- Nicolas Rea, 3. baron Rea
- Christopher Suenson-Taylor, 3. baron Grantchester

### Liberalni Demokraci
- Lucius Cary, 15. wicehrabia Falkland
- Eric Lubbock, 4. baron Avebury
- Dominic Hubbard, 6. baron Addington
- Patrick Boyle, 10. hrabia Glasgow
- Robert Methuen, 7. baron Methuen

### Niezależni (crossbenchers)
- Margaret of Mar, 31. hrabina Mar
- William Peel, 3. hrabia Peel
- Geoffrey Russell, 4. baron Ampthill
- Valerian Freyberg, 3. baron Freyberg
- Anthony St John, 22. baron St John of Bletso
- Christopher James, 5. baron Northbourne
- John Montagu, 11. hrabia Sandwich
- Michael Allenby, 3. wicehrabia Allenby
- William Lloyd George, 3. wicehrabia Tenby
- Adrian Palmer, 4. baron Palmer
- John Slim, 2. wicehrabia Slim
- John Monson, 11. baron Monson
- Alan Brooke, 3. wicehrabia Brookeborough
- Thomas Bridges, 2. baron Bridges
- Flora Fraser, 21. lady Saltoun
- Raymond Jolliffe, 5. baron Hylton
- Edward Baldwin, 4. hrabia Baldwin of Bewdley
- Francis Hare, 6. hrabia of Listowel
- Richard McMoran Wilson, 2. baron Moran
- Merlin Hay, 24. hrabia Erroll
- Robert Walpole, 10. baron Walpole
- Janric Craig, 3. wicehrabia Craigavon
- John Anderson, 3. wicehrabia Waverley
- Ambrose Greenway, 4. baron Greenway
- Peter St Clair-Erskine, 7. hrabia Rosslyn
- David Lytton-Cobbold, 2. baron Cobbold
- Roger Chorley, 2. baron Chorley
- David Montgomery, 2. wicehrabia Montgomery
- John Dalrymple, 14. hrabia Stair
- Alastair Bruce
- Nicholas Le Poer Trench, 9. hrabia Clancarty